# Jovan Dučić
Jovan Dučić, född 1871, död 7 april 1943, var en bosnisk-serbisk författare.
Dučić utgav två lyriska diktsamlingar (Presme 1901 och 1908) som utmärkte sig för sin genomarbetade form. I den senare står författaren nära den franska symbolismen. Som prosaförfattare har Dučić författat flera reseskildringar från Schweiz och Joniska havet, skrivit stilistiskt förtjänstfulla noveller och redigerat tidskriften Zora. Efter Jugoslaviska statens uppkomst tjänstgjorde Dučić som diplomat.